# S. Fischer-Fabian
S. Fischer-Fabian, geboren als Siegfried Fischer (* 22. September 1922 in Groß Salze; † 16. November 2011 in Berg), war ein deutscher Sachbuchautor und Journalist.

## Leben
Siegfried Fischer war der Sohn des Klarinettisten Hermann Fischer. Als sein Vater 1928 ein Engagement an der Berliner Philharmonie erhielt, zog die Familie nach Neukölln und um 1935 nach Königsberg in Ostpreußen. Nach dem Abitur war Fischer im Reichsarbeitsdienst und dann als Wehrmachtssoldat im Frontdienst in der Sowjetunion. Nach dem Krieg lebte Fischer in Staßfurt, wohin die Familie geflüchtet war. Er begann mit dem Studium der Germanistik, Geschichte, Kunstgeschichte und Theaterwissenschaft, zunächst an der Berliner Humboldt-Universität, später in Heidelberg. An der Berliner Freien Universität beendete er seine akademische Ausbildung schließlich mit der Promotion mit dem Thema: Die Aufnahme des naturalistischen Theaters in der deutschen Zeitschriften-Presse (1887–1893) zum Dr. phil. 1953.
Fischer verfasste als Schüler kleinere Artikel für die Königsberger Allgemeine Zeitung. In Berlin schrieb er zunächst nach dem Studium als Lokalredakteur bei der Neuen Zeitung, schrieb Theaterkritiken und Beiträge für die Schweizer Monatshefte, war auch für den Rundfunk tätig. Als Journalist interviewte er zum Beispiel Shirley MacLaine.
Ab 1958 war Siegfried Fischer als Schriftsteller tätig. Er schrieb Sachbücher, Romane und Humorsammlungen. Die größten Auflagen erzielte er mit den Büchern:
- Die ersten Deutschen. Der Bericht über das rätselhafte Volk der Germanen[3]
- Die Macht des Gewissens. Von Sokrates bis Sophie Scholl
- Um Gott und Gold. Columbus entdeckt eine neue Welt
- Alexander der Grosse. Der Traum vom Frieden der Völker.
- Karl der Große. Der erste Europäer[4]

Überwiegend beschäftigte sich der Autor S. Fischer-Fabian in seinen Büchern mit geschichtlichen Themen und Persönlichkeiten, die er dem Leser unterhaltsam nahezubringen versuchte. Die Bücher Fischer-Fabians wurden bisher in sechs Sprachen übersetzt.
Zuletzt lebte S. Fischer-Fabian in Berg am Starnberger See und arbeitete an seinem 48. Buch. Dieses sollte unter dem Titel Auch Sie kommen darin vor erscheinen und seine Lebenserinnerungen beinhalten. Fischer-Fabian wurde am 22. November 2011 auf dem Friedhof Aufkirchen beigesetzt.
Fischer-Fabian war seit 1950 mit seiner Frau Ursula verheiratet und hatte mit ihr die Söhne Florian (Wirtschaftsjournalist, Fernsehmoderator und Buchautor) und Thomas.

## Lob und Kritik
„Was Fischer-Fabian schreibt, ist geistvoll, kenntnisreich und von nachdenkendem historischen Sensus.“

„Doch zumindest der Versuch, dessen Ergebnis Fischer-Fabian vorlegt, kann nicht überzeugen.“

„Und so schnell kann selbst der Vielschreiber Fischer-Fabian nicht (ab)schreiben, als daß nicht in der Eile Kapitel unvollendet blieben (wie das über den Prinzen Heinrich) oder daß gar Zitate überprüft werden konnten (so verwechselt er Clausewitz mit dem älteren Moltke).“

„So verwechselt Fischer-Fabian Franz Mehring, den Historiker der Arbeiterbewegung und Marx-Biographen, mit Walter Mehring, dem Schriftsteller“

## Werke
- Siegfried Fischer: Die Aufnahme des naturalistischen Theaters in der deutschen Zeitschriften-Presse (1887–1893). Diss. FU Berlin 1953 (Maschinenschrift)
- Mit Eva fing die Liebe an. Ein Geschichtenbuch um Liebe und Ehe für Verliebte und längst Verheiratete. G. Stalling Oldenburg, Hamburg 1958.
- Venus mit Herz und Köpfchen. Eine Liebeserklärung an die Berlinerin. Argon Verlag, Berlin 1959.
- Müssen Berliner so sein. Ein Bekenntnis in Porträts. Argon Verlag, Berlin 1960.
- Berlin-Evergreen. Bild einer Stadt in 16 Porträts. Knaur, München 1960.
- Vom glücklichen Wohnen. Quelle-Fertighaus-Fibel. Hrsg. unter Mitarbeit von S. Fischer-Fabian. Quelle-Fertighaus-GmbH, Fürth/Bayern 1963.
- Hurra! Wir bauen uns ein Haus. Wilhelm Heyne Verlag, München 1965 (Reihe: Das Heyne Sachbuch 33)
- Liebe im Schnee. Fast ein Tatsachenbericht. Stieglitz-Verlag Händle, Mühlacker 1965.
- Das Rätsel in Dir. Die Welt der Triebe, Träume und Komplexe. Mit einem Vorwort von S. Elhardt, Ullstein, Frankfurt/M., 1966 (Ullstein-Bücher Nr. 592)
- Deutschland kann Lachen Von Bayern, Berlinern, Sachsen und anderen Germanen. Stieglitz-Verlag Händle, Mühlacker 1966.
- Traum ist rings die Welt. Ein Bericht über die Liebe großer Dichter Stieglitz-Verlag Händle, Mühlacker 1967.
- Das goldene Bett. Heiterer Roman. Heyne, München 1970.
- Schätze, Forscher, Abenteurer. Auf Schatzsuche in unserer Zeit. F. Schneider, München und Wien 1972.
- Europa kann lachen. Von Engländern, Schweizern, Russen und anderen Europiden. Ullstein, Frankfurt/Main 1972.
- Geliebte Tyrannen. Ein Brevier für alle Katzenfreunde und solche, die es werden wollen. Lübbe Verlag 1973.
- Die ersten Deutschen. Der Bericht über das rätselhafte Volk der Germanen. Bertelsmann, Gütersloh 1973.
  - als Knaur Taschenbuch, Droemer Knaur, München 1978, ISBN 3-426-00529-8.
- Aphrodite ist an allem schuld. Ein leichtgewichtiger Roman über ein schwerwiegendes Thema, garniert mit 15 todsicheren Schlankheitsrezepten. Droemer-Knaur, München und Zürich (Knaur-Taschenbücher 364)
- Herrliche Zeiten, Die Deutschen und ihr Kaiserreich. DBB, Stuttgart 1975.[8]
- Preußens Gloria Der Aufstieg eines Staates. Droemer-Knaur, München 1976, ISBN 3-85886-076-X.
- Die deutschen Cäsaren. Triumph und Tragödie der Kaiser des Mittelalters. Droemersche Verlagsanstalt Knaur, München 1977, ISBN 3-426-03606-1.
- Das goldene Bett. Ein heiterer Roman. Droemer-Knaur, München 1979, ISBN 3-426-00630-8.
- Des Ersten Preussenkönigs Krönung und Tod. Geschichte. Historisches Magazin. September/Oktober 1980, Solothurn Historiographisches Institut
- Preußens Krieg und Frieden. Der Weg ins Deutsche Reich. Verlag Droemer Knaur, München und Zürich 1981, ISBN 3-426-26043-3.
- Ein Hauch von Seligkeit. Die Frauen großer Dichter. Verlag Droemer Knaur, München und Zürich 1981, ISBN 3-426-00793-2.
- Vergeßt das Lachen nicht. Der Humor der Deutschen. Verlag Droemer Knaur, München und Zürich 1982, ISBN 3-426-19063-X.
- Herrliche Zeiten. Die Deutschen und ihr Kaiserreich. Verlag Droemer Knaur, München und Zürich 1983, ISBN 3-426-26099-9.
- Der Jüngste Tag. Die Deutschen im späten Mittelalter. Verlag Droemer Knaur, München und Zürich 1985, ISBN 3-426-26232-0.
- Die Macht des Gewissens. Von Sokrates bis Sophie Scholl. Verlag Droemer Knaur, München und Zürich 1987, ISBN 3-426-26310-6.
- Um Gott und Gold. Columbus entdeckt eine neue Welt. Gustav Lübbe Verlag, Bergisch Gladbach 1991, ISBN 3-7857-0598-0.
- Alexander der Traum vom Frieden der Völker. Gustav Lübbe Verlag, Bergisch Gladbach 1994, ISBN 3-7857-0747-9.
- Keine Träne für Apoll. Bastei Lübbe, Bergisch Gladbach 1995, ISBN 3-404-12281-X.
- Karl der Große. Der erste Europäer. Gustav Lübbe Verlag, Bergisch Gladbach 1999, ISBN 3-7857-0940-4.
- Sie veränderten die Welt. Lebensbilder aus der deutschen Geschichte. Gustav Lübbe Verlag, Bergisch Gladbach 2002, ISBN 3-7857-2101-3.
- Sie verwandelten die Welt. Lebensbilder berühmter deutscher Frauen. Gustav Lübbe Verlag, Bergisch Gladbach 2007, ISBN 978-3-404-64233-5.
- Ritter Tod und Teufel. Die Deutschen im späten Mittelalter. Bastei-Lübbe Verlag, Bergisch Gladbach 2004, ISBN 978-3-404-64204-5.